# U.S. Men's Clay Court Championships 2024
Lo U.S. Men's Clay Court Championships 2024, ufficialmente Fayez Sarofim & Co. U.S. Men's Clay Court Championships 2024, è stato un torneo di tennis giocato sulla terra marrone. È stata la 112ª edizione del torneo facente parte dell'ATP Tour 250 nell'ambito dell'ATP Tour 2024. Si è giocato al River Oaks Country Club di Houston, negli Stati Uniti, dall'1 al 7 aprile 2024.

## Partecipanti al singolare

### Teste di serie
| Nazionalità | Giocatore               | Ranking* | Testa di serie |
| ----------- | ----------------------- | -------- | -------------- |
| Stati Uniti | Ben Shelton             | 17       | 1              |
| Argentina   | Francisco Cerúndolo     | 21       | 2              |
| Stati Uniti | Frances Tiafoe          | 22       | 3              |
| Argentina   | Tomás Martín Etcheverry | 30       | 4              |
| Stati Uniti | Christopher Eubanks     | 32       | 5              |
| Australia   | Jordan Thompson         | 34       | 6              |
| Stati Uniti | Marcos Giron            | 51       | 7              |
| Australia   | Max Purcell             | 68       | 8              |

* Ranking al 18 marzo 2024.

#### Altri partecipanti
I seguenti giocatori hanno ricevuto una wildcard per il tabellone principale:
- Denis Kudla
- Michael Mmoh
- Denis Shapovalov

I seguenti giocatori sono entrati nel tabellone principale passando dalle qualificazioni:

- Gijs Brouwer
- Patrick Kypson
- Alexander Ritschard
- Wu Yibing

#### Ritiri
Prima del torneo
- Tarō Daniel → sostituito da  James Duckworth
- Yannick Hanfmann → sostituito da  Thanasi Kokkinakis
- Mackenzie McDonald → sostituito da  Jeffrey John Wolf
- Kei Nishikori → sostituito da  Duje Ajduković
- Tommy Paul → sostituito da  Brandon Nakashima

## Partecipanti al doppio

### Teste di serie
| Nazione     | Giocatore         | Nazione     | Giocatore       | Ranking* | Testa di serie |
| ----------- | ----------------- | ----------- | --------------- | -------- | -------------- |
| Stati Uniti | Austin Krajicek   | Stati Uniti | Rajeev Ram      | 8        | 1              |
| Stati Uniti | Nathaniel Lammons | Stati Uniti | Jackson Withrow | 44       | 2              |
| Regno Unito | Julian Cash       | Stati Uniti | Robert Galloway | 89       | 3              |
| Australia   | Max Purcell       | Australia   | Jordan Thompson | 91       | 4              |

* Ranking al 18 marzo 2024.

### Altri partecipanti
Le seguenti coppie di giocatori hanno ricevuto una wildcard per il tabellone principale:
- Andrés Andrade /  Ben Shelton
- Michael Mmoh /  Frances Tiafoe

La seguente coppia di giocatori è entrata in tabellone con il ranking protetto:
- Marcus Daniell /  Luis David Martínez

### Ritiri
Prima del torneo
- Santiago González /  Neal Skupski → sostituiti da  Arjun Kadhe /  Jeevan Nedunchezhiyan

## Punti
| Evento    | V   | F   | SF  | QF | 2T   | 1T | Q    | Q2   | Q1   |
| Singolare | 250 | 165 | 100 | 50 | 25   | 0  | 13   | 7    | 0    |
| Doppio    | 250 | 150 | 90  | 45 | N.D. | 0  | N.D. | N.D. | N.D. |

## Montepremi
| Evento    | V         | F        | SF       | QF       | 2T       | 1T      | Q2      | Q1      |
| Singolare | $ 100 640 | $ 58 705 | $ 34 510 | $ 19 995 | $ 11 610 | $ 7 095 | $ 3 550 | $ 1 935 |
| Doppio*   | $ 34 960  | $ 18 710 | $ 10 970 | $ 6 130  | N.D.     | $ 3 610 | N.D.    | N.D.    |

*per team

## Campioni

### Singolare
Ben Shelton ha sconfitto in finale  Frances Tiafoe con il punteggio di 7-5, 4-6, 6-3.
- È il secondo titolo in carriera per Shelton, il primo in stagione.

### Doppio
Max Purcell /  Jordan Thompson hanno sconfitto in finale  William Blumberg /  John Peers con il punteggio di 7-5, 6-1.